# Pedro Aguirrebeña
Pedro Manuel Aguirrebeña Gabiola (Santiago del Cile, 1º luglio 1917 – 6 novembre 2009) è stato un pallanuotista cileno, che ha partecipato alle Olimpiadi estive di Londra 1948, assieme a suo fratello Luis.